# Patrik Ingelsten
Patrik Severin Ingelsten (Hillerstorp, 25 gennaio 1982) è un allenatore di calcio ed ex calciatore svedese, di ruolo attaccante.

## Carriera

### Giocatore
Ha iniziato a giocare con l'Hillerstorps GoIF a livello giovanile e vi è rimasto sino al 1996 quando è passato all'IFK Värnamo, dove ha giocato per due stagioni sotto l'ex nazionale svedese Jonas Thern. Quando Thern divenne manager dell'Halmstads BK, ha portato Ingelsten con lui ma ad Halmstad, pur giocando parecchio ed arrivando al secondo posto in campionato, il giocatore non ha guadagnato l'affetto dei tifosi. Nonostante ciò è stato un suo gol, nella stagione 2005-2006, a eliminare dalla Coppa UEFA lo Sporting Lisbona finalista l'anno precedente.
Nel 2007 viene venduto al Kalmar FF, il suo apporto contribuisce al raggiungimento del secondo posto in campionato ed alla vittoria nella Coppa di Svezia. Nel 2008 vince la classifica marcatori con 19 gol ed aiuta il Kalmar FF a vincere il campionato. Convocato in nazionale contro il Portogallo per l'infortunio di Markus Rosenberg, non entrerà mai in campo.
Il 22 dicembre 2008 firma per il SC Heerenveen, seguendo il compagno di squadra Viktor Elm. L'8 gennaio 2010 passa ai norvegesi del Viking Stavanger con contratto sino a giugno 2013. Dal 2014, scaduto il precedente contratto, passa a titolo definitivo al Mjällby. Gioca 12 partite di campionato senza però segnare, poi viene prestato al neopromosso Falkenberg dove realizza una rete al debutto con la nuova maglia.
Nel 2015 approda da svincolato al GAIS in Superettan. Il 16 febbraio 2016 firma allora per l'Halmia, scendendo dalla seconda alla quarta serie nazionale. A 34 anni appende le scarpe al chiodo.

### Allenatore
Il 22 giugno 2016 Ingelsten, già attaccante dell'Halmia in quarta serie, viene nominato allenatore-giocatore del club a seguito dell'esonero di Peter Lindau, che sedeva sulla panchina biancorossa da otto anni e mezzo.
A partire dalla stagione 2017 diventa direttore sportivo e assistente allenatore del GAIS. Nel luglio 2019 viene promosso dal GAIS come successore dell'esonerato Bosko Orovic ma, non avendo il patentino, dopo una deroga di 60 giorni viene ufficialmente affiancato da Tomas Erixon. La squadra a fine stagione riesce a raggiungere la salvezza, tuttavia il contratto di Ingelsten non viene rinnovato.
In vista dell'annata 2021 viene nominato nuovo capo allenatore dell'Eskilsminne, club che era reduce da una retrocessione nella quarta serie svedese. Dopo il secondo posto nel campionato di Division 2 del 2021 (raggruppamento Götaland occidentale), nel 2022 i gialloblu centrano la promozione in terza serie terminando al primo posto nel proprio gruppo.

## Palmarès

### Club
- Campionato svedese: 1

Kalmar: 2008

### Individuale
- Capocannoniere della Allsvenskan: 1

2008 (19 gol)